# Tout ça ne vaut pas l'amour
Tout ça ne vaut pas l'amour è un film del 1931 diretto da Jacques Tourneur.
Primo film del regista

## Trama
Jules Renaudin è un vecchio farmacista che nella vita non ha altro che la passione per i francobolli. Un giorno Renaudin accoglie e si affeziona a una giovane donna incinta ma che disgraziatamente partorisce un bambino morto. Renaudin la vuole consolare ma le attenzioni della donna sono per Jean Cordier, un rivenditore di elettrodomestici il cui negozio è vicino alla farmacia.